# Niewidzialny człowiek (film 2020)
Niewidzialny człowiek (ang. The Invisible Man) – amerykańsko-australijski horror z 2020 roku w reżyserii Leigh Whannella. Film powstał na podstawie powieści Herberta George'a Wellsa pod tym samym tytułem.

## Fabuła
Cecilia Kass (Elisabeth Moss) jest uwikłana w toksyczną relację z genialnym naukowcem, a zarazem bogatym socjopatą (Oliver Jackson-Cohen). Kobieta jest terroryzowana przez męża, zatem pewnej nocy postanawia od niego uciec i udać się do domu swojej siostry (Harriet Dyer) oraz przyjaciela (Aldis Hodge). Po kilku tygodniach dowiaduje się o samobójstwie męża, który w spadku zostawia jej ogromną fortunę. Cecilia obawia się jednak, że śmierć małżonka może być upozorowana. Wkrótce w otoczeniu kobiety zaczynają się dziać dziwne i niebezpieczne rzeczy. Główna bohaterka nabiera przekonania, że śledzi ją niewidzialny człowiek.

## Obsada
- Elisabeth Moss – Cecila Kass
- Oliver Jackson-Cohen – Adrian Griffin
- Harriet Dyer – Emily Kass
- Aldis Hodge – James Lanier
- Storm Reid – Sydney Lanier
- Michael Dorman – Tom Griffin
- Benedict Hardie – architekt Marc
- Renee Lim – doktor Lee
- Brian Meegan – prywatny kierowca
- Nick Kici – kelner Tyler
- Nicholas Hope – główny lekarz
- Sam Smith – detektyw Reckley
- Vivienne Greer - krzycząca kobieta
- Cleave Williams - sanitariusz
- Cardwell Lynch - policjant
- Zara Michales - pielęgniarka
- Serag Mohamed - strażnik z paralizatorem
- Nash Edgerton - ochroniarz
- Anthony Brandon Wong - ofiara wypadku
- Xavier Fernandez - detektyw